# Beau Monde
Beau Monde este o revistă de modă pentru femei din România, lansată în noiembrie 2001 de grupul media Sanoma Hearst România.